# Retrazione
In matematica, più precisamente in topologia, una retrazione è una particolare funzione continua che "proietta" uno spazio topologico {\displaystyle X} su un sottoinsieme {\displaystyle A}.
Quando la retrazione è realizzata da una deformazione continua, il sottoinsieme {\displaystyle A} è un retratto per deformazione di {\displaystyle X} e conserva molte delle sue proprietà topologiche.

## Definizione

### Retrazione
Sia {\displaystyle X} uno spazio topologico e {\displaystyle A} un sottoinsieme di {\displaystyle X}. Una funzione continua
{\displaystyle r:X\to A}
è un retrazione di {\displaystyle X} su {\displaystyle A} se la sua restrizione ai punti di {\displaystyle A} è la funzione identità, ovvero se
{\displaystyle r(a)=a\ \forall a\in A.}
Un sottoinsieme {\displaystyle A} è un retratto di {\displaystyle X} se esiste una retrazione di {\displaystyle X} su {\displaystyle A}.

### Retratto per deformazione
Una funzione continua
{\displaystyle F:X\times [0,1]\to X}
è una retrazione per deformazione di {\displaystyle X} su {\displaystyle A} se sono soddisfatte le relazioni seguenti
{\displaystyle F(x,0)=x,\;F(a,1)=a,\;F(x,1)\in A.}
per ogni {\displaystyle x} in {\displaystyle X} e ogni {\displaystyle a} in {\displaystyle A}. In altre parole, una retrazione per deformazione è un'omotopia fra una retrazione e la funzione identità su {\displaystyle X}.
Un sottoinsieme {\displaystyle A} è un retratto per deformazione di {\displaystyle X} se esiste una retrazione di deformazione di {\displaystyle X} su {\displaystyle A}.
Infine, una retrazione per deformazione {\displaystyle F} si dice forte se
{\displaystyle F(a,t)=a}
per ogni {\displaystyle t} in {\displaystyle [0,1]}. In altre parole, la deformazione non muove i punti in {\displaystyle A}. In questo caso {\displaystyle A} è un retratto per deformazione forte.

## Esempi

### Retrazioni
Sia {\displaystyle X} uno spazio qualsiasi e {\displaystyle x_{0}} un punto. La funzione costante
{\displaystyle f:X\to \{x_{0}\}\,\!}
è una retrazione. Più in generale, è possibile scegliere un punto in ogni componente connessa di {\displaystyle X} e mandare tutta la componente connessa nello stesso punto: il risultato è sempre una retrazione. D'altra parte, non è possibile costruire una retrazione di uno spazio connesso su due suoi punti, poiché l'immagine di un connesso tramite una funzione continua è sempre connessa.

### Deformazioni
Sia {\displaystyle X} un sottoinsieme convesso di {\displaystyle \mathbb {R} ^{n}} contenente l'origine, ad esempio la palla unitaria o tutto {\displaystyle \mathbb {R} ^{n}}. La funzione
{\displaystyle F:X\times [0,1]\to X}
{\displaystyle F:(x,t)\mapsto (1-t)x\,\!}
è una retrazione per deformazione di {\displaystyle X} sull'origine {\displaystyle A=\{0\}}.

## Proprietà

### Retrazioni
Una retrazione 
{\displaystyle r:X\to A}
manda ogni componente connessa {\displaystyle C} di {\displaystyle X} in un sottoinsieme connesso di {\displaystyle C}.
Se {\displaystyle X} è connesso per archi, anche {\displaystyle A} lo è e l'omomorfismo indotto
{\displaystyle r_{*}:\pi (X)\to \pi (A)}
fra i loro gruppi fondamentali è suriettivo. Inoltre l'inclusione
{\displaystyle i:A\to X}
induce una funzione iniettiva
{\displaystyle i_{*}:\pi (A)\to \pi (X).}
Entrambe le proprietà derivano dal fatto che la composizione
{\displaystyle r\circ i:A\to A}
è la funzione identità e quindi induce l'omomorfismo identità
{\displaystyle (r\circ i)_{*}=r_{*}\circ i_{*}:\pi (A)\to \pi (A).}
Poiché questo è composizione degli omomorfismi {\displaystyle i_{*}} e {\displaystyle r_{*}}, il primo deve essere iniettivo ed il secondo suriettivo. Gli stessi risultati valgono per i gruppi di omotopia superiori.

### Deformazioni
Se la retrazione {\displaystyle r} è indotta da una deformazione, è omotopa all'identità ed induce quindi una equivalenza omotopica tra {\displaystyle X} e {\displaystyle A}. In particolare, le mappe {\displaystyle r_{*}} e {\displaystyle i_{*}} sono entrambe isomorfismi.

## Applicazioni

### Teorema del punto fisso di Brower
Non esistono retrazioni
{\displaystyle r:D^{n}\to S^{n-1}=\partial D^{n}}
del disco unitario sulla sua sfera di bordo. Infatti l'omomorfismo indotto
{\displaystyle r_{*}:\pi _{n-1}(D^{n})\to \pi _{n-1}(S^{n-1})}
sull'{\displaystyle (n-1)}-esimo gruppo di omotopia non può essere suriettivo, visto che il primo gruppo è banale ed il secondo no:
{\displaystyle \pi _{n-1}(D^{n})=\{e\},\quad \pi _{n-1}(S^{n-1})=\mathbb {Z} .}
Da questo fatto discende facilmente il teorema del punto fisso di Brouwer, che asserisce che ogni funzione continua 
{\displaystyle f:D^{n}\to D^{n}}
dal disco unitario in sé ha un punto fisso.